# 김용민 (과학자)
김용민(金用民, 1953년 5월 19일 제주도- )은 대한민국의 컴퓨터 과학자이다. 미국 워싱턴대 생명공학과/전자공학과 교수로 재직해오다 2011년 4월, 제6대 포항공과대학교 총장으로 선임되었다. 임기는 2011년 9월 1일에 시작했다.

## 학력
- 대광고등학교, 1971년
- 서울대학교, 전자공학과 학사, 1975년
- 위스콘신 대학교 매디슨, 전자공학 석사, 1979년
- 위스콘신 대학교 매디슨, 전자공학 박사, 1982년

## 약력
1953년 제주도에서 태어났으며, 1975년 서울대학교 전자공학과에서 학사학위를 받았다. 1982년 미국 위스콘신주에 위치한 위스콘신대에서 박사학위를 취득했으며 같은 해 미국 워싱턴주에 위치한 워싱턴대 전자공학과 조교수로 임명됐다.
그는 이후 생명공학과 학과장(1999~2007), 생명공학과 W.Hunter and Dorothy L. Simpson 석좌교수(2004~2007) 등에 임명됐으며, 2003년에 호암 공학상을 수상했다. 2011년 4월 포항공과대학교 차기 총장으로 선임됐다.

## 학술활동
- IEEE, Fellow (1996-)
- AIMBE, Fellow (1995-)
- 한국과학기술한림원, 정회원 (1999-)
- EMBS,회장 (2005-2006)

## 주요 연구분야
주요 연구 분야는 컴퓨터 아키텍처, 이미징 시스템, 의료 이미징, 컴퓨터 그래픽, 멀티미디어 시스템 등이다.
그는 이 분야에서 36개의 특허와 20개 실용화 특허를 가지고 있다. 연구성과의 대부분이 실용화된 점이 높게 평가되어 지난 2003년에는 호암상(공학상)을 수상했다.